# Великий тритон
Вели́кий трито́н (Triturus) — рід земноводних родини саламандрових (Salamandridae), представники якого поширені в Європі і окремих районах Азії. 6 видів, з яких 3 представлені у фауні України.

## Опис
Хвостаті земноводні середніх і великих розмірів. Хвіст із боків плескатий. Завушні залози (паротиди) не виступають. Шкіра зерниста. Костальні борозни розвинуті слабо. У самців звичайно є гребінь, сильніше розвинутий у період розмноження. Яйця відкладаються поштучно або у вигляді невеликих ланцюжків. Личинки лімнофільного типу. Повністю розвинена личинка має високі плавцеві складки, дуже довгі пальці й нитку на кінці хвоста, що допомагає триматися в пелагіалі водойми. Загальне забарвлення темне, зазвичай брунатно-чорних і темно-сірих тонів; візерунок мінливий, часто з плямами і смугами жовтих, помаранчевих, червоних та синіх відтінків.

## Поширення
Представники роду поширені майже по всій території Європи і в окремих районах Азії, зокрема від Альп до Зауралля та від Скандинавії до Західної Азії.

## Особливості біології
Тварини цього роду проводять більшу частину року на суходолі, повертаючись у воду в сезон розмноження. Проміж інших тритонів представники роду демонструють найскладнішу шлюбну поведінку. Запліднення зовнішнє: після шлюбного танцю самець відкладає сперматофор (пакет із спермою) на дно, а самка поглинає його клоакою. Самки відкладають 2—3 ікринки на день в період від березня до середини червня, загалом 200—300 ікринок за сезон. Звичайно ікра відкладається на підводні рослини, і загортається в їхнє листя. Личинки  виводяться через приблизно 3 тижні (залежить від температури води), і проходять метаморфоз, позбавляючись зябер і стаючи повітрядишними тваринами, приблизно через 4 місяці після цього. Статевої зрілості тритони цього роду досягають на другому—третьому році життя.

## Систематика
Цей рід неодноразово піддавався перевизначенню та додаванню (або виключенню) видів. Такі види, як тритон Кареліна та мармуровий тритон, були класифіковані 7—8 разів під різними назвами.
- Малий тритон (Lissotriton), що містить види невеликого розміру (до того відомі під назвами Triturus boscai, Triturus helveticus, Triturus italicus, Triturus montandoni та Triturus vulgaris;
- Облямований тритон (Ommatotriton) — для видів, раніше класифікованих як Triturus ophryticus та Triturus vittatus);
- Середній тритон (Mesotriton), з єдиним видом альпійський тритон (до виділення в окремий рід — Triturus alpestris). Він має також назви Hemitriton та Ichthyosaura.
- Інші види були залишені в роді Великий тритон Triturus.[4]

За оновленими систематичними даними, у фауні України представлені 3 види цього роду, зокрема:
- тритон гребінчастий (T. cristatus), поширений у лісовій і лісостеповій зонах, а також на півночі степової зони;
- тритон дунайський (T. dobrogicus), поширений у Карпатах, Закарпатті, а також в окремих районах Західного Причорномор'я;
- тритон Кареліна (T. karelinii), поширений у Південному Криму.[5][6]

## Цікаві факти
Засновником кафедри гістології, ембріології і порівняльної анатомії Петром Перемежком (1833—1893), на результатах власних досліджень росту хвоста личинки тритона, проведених у Анатомічному театрі в Києві, у 1878 році відкрив непрямий поділ тваринних клітин (мітоз).